# Tinh vân biến quang

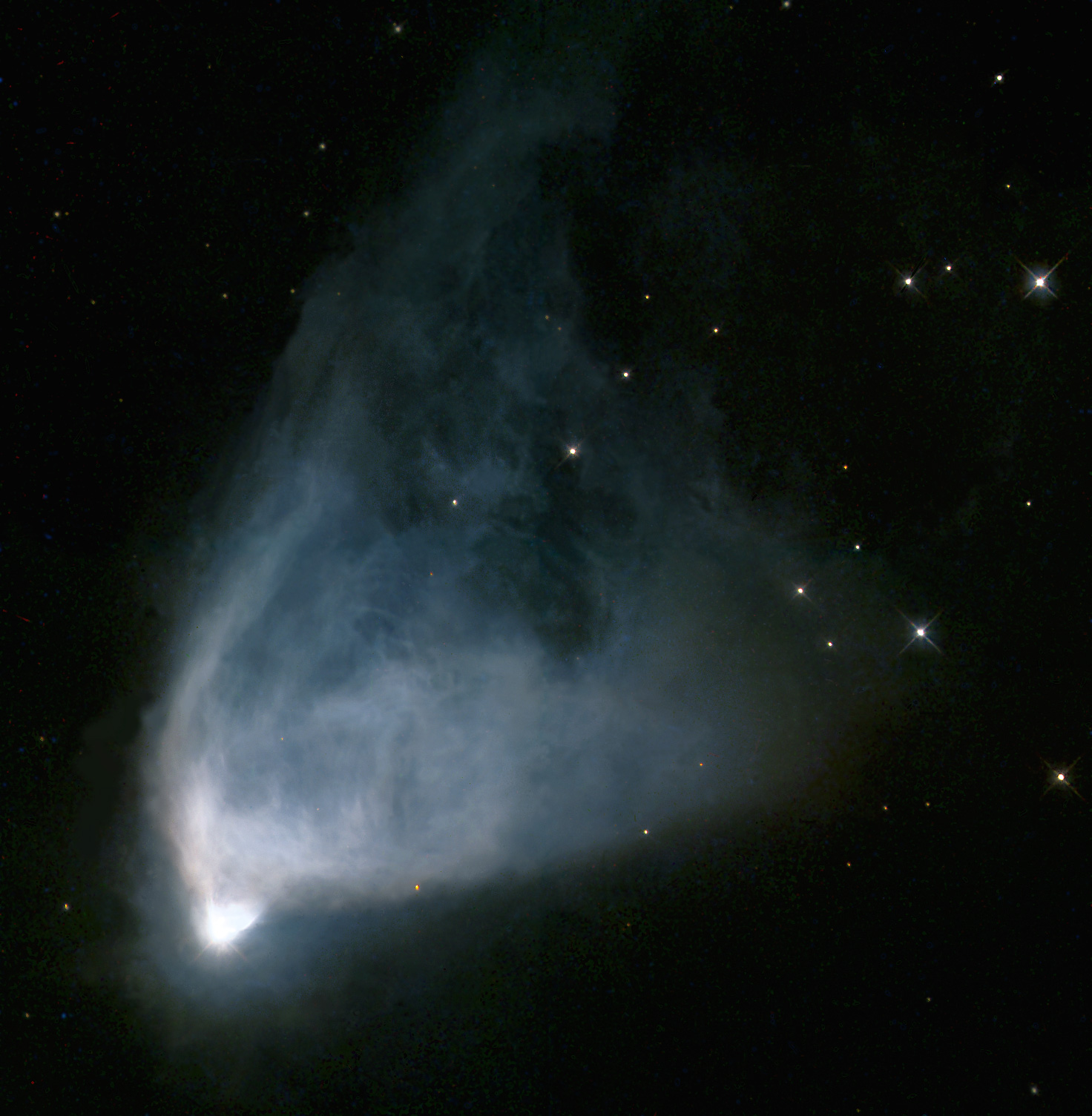
Hình chụp NGC 2261 của kính viễn vọng không gian Hubble, một ví dụ kinh điển của tinh vân biến quang.

Tinh vân biến quang là một tinh vân phản xạ thay đổi độ sáng do sự thay đổi trong các ngôi sao của chúng.

## Một số tinh vân biến quang
- NGC 1555 trong chòm sao Kim Ngưu (Taurus).
- NGC 2261 trong chòm sao Kỳ Lân (Monoceros).